# LIAZ 100
| LIAZ | LIAZ                                                                   |
| --- | ---------------------------------------------------------------------- |
| |                                                                        |
| LIAZ 100 |                                                                        |
| Bauzeit: | 1974–1994                                                              |
| Stückzahl: | keine Angaben                                                          |
| Entwicklungsland: | Tschechoslowakei                                                       |
| Motor |                                                                        |
| Typ | MŠ 638, 6-Zylinder-Dieselmotor, Reihenanordnung, wassergekühlt mit ATL |
| Hubraum | 11.940 cm3                                                             |
| Bohrung/Hub | 130/150 mm                                                             |
| Höchstleistung | 224 kW (305 PS) bei 2.000/min                                          |
| max. Drehmoment | 1.128 Nm bei 1.400/min                                                 |
| Kraftstofftank | 2 × 180 l                                                              |
| Kraftübertragung |                                                                        |
| Einscheiben-Trockenkupplung, hydraulisch betätigt, mit pneumatischer Verstärkung und selbstnachstellend, mechanisches Schaltgetriebe Praga 14 PS 150, pneumatisch unterstützt, 12 Geschwindigkeitsstufen für die Vorwärtsfahrt, 2 Kriechgänge und 2 Rückwärtsgänge, Hinterradachse angetrieben                        |                                                                        |
| Fahrgestell |                                                                        |
| Leiterrahmen, Pendelachsen, Teleskopstoßdämpfer Reifen 11.00-20 , Vorderachse mit mechanischer Schneckenlenkung ausgeführt und als Starrachse mit Parabelfeder abgefedert, hydraulische Lenkhilfe, Hinterradachse als Starrachse ausgeführt sowie luftgefedert in Verbindung mit Teleskopstoßdämpfer und Stabilisator |                                                                        |
| Bremsen |                                                                        |
| pneumatische Zweikreis-Betriebsbremsanlage (lastabhängig) mit Trommelbremsen, Feststellbremse mit Federspeicher auf die Hinterräder wirkend, Anhängerbremsanlage mit ABS |                                                                        |
| Aufbau |                                                                        |
| Frontlenkerbauweise, feststehendes Führerhaus, 3 Sitze,1 Liege, 2 Türen |                                                                        |
| Abmessungen, Gewichte und Fahrleistungen (Pritschenwagen) |                                                                        |
| Länge / Breite / Höhe | 8.460 / 2.500 / 3.620 mm Höhe über Plane 4.000 mm                      |
| Radstand | 5.000 mm                                                               |
| Spurweite v/h | 2.050 / 1.832 mm                                                       |
| Bodenfreiheit | 300 mm                                                                 |
| Leergewicht | 8.000 kg                                                               |
| Nutzlast | 8.250 kg                                                               |
| Anhängelast | 22.000 kg                                                              |
| Höchstgeschwindigkeit | 90 km/h                                                                |
| Verbrauch | ca. 27 l pro 100 km                                                    |

Der LIAZ 100 ist ein Lastkraftwagen des tschechoslowakischen Nutzfahrzeugherstellers LIAZ. Er entstand aus dem Lkw Škoda 706 MT und wurde von 1974 bis 1994 produziert. Ab 1994 wurde er von dem LIAZ 200 abgelöst. Insgesamt sind mehrere Zehntausend entstanden; In Mnichovo Hradiště wurden 54.507 Fahrzeuge hergestellt, wo bis 2003 über 80 % aller LIAZ-Fahrzeuge und Fahrgestelle montiert wurden. 

## Einsatzgebiet
Der LIAZ 10 war vorrangig für den internationalen Fernverkehr ausgerichtet. Parallel zu der Fertigung des Škoda 706 MT wurde die Entwicklung bei LIAZ im Nutzfahrzeugwerk Jablonec nad Nisou begonnen, dort setzte die Serienfertigung 1975 ein. Die Ausführung als Pritschenwagen kann als Grundversion angesehen werden, außerdem gab es noch eine Reihe weiterer Sondermodelle. Gegenüber dem Vorgängermodell konnten eine Reihe von technischen Verbesserungen erreicht werden. Zwischen 1977 und 1989 wurden diese Fahrzeuge als Pritschenwagen für den Güterfernverkehr und zwischen 1985 und 1989 als Sattelzugmaschine von der DDR importiert.
1977 wurden die folgenden Ausführungen produziert  (später folgten weitere): 
- Š 100.05: zweiachsiger Pritschenwagen
- Š 100.43; Š 100.52: Sattelzugmaschinen mit Kühlauflieger
- Š 100.45; Š 100.47: Sattelzugmaschinen für Auflieger mit Spriegel und Plane
- Š 100.48: Sattelzugmaschine für Zisternenauflieger

## Technik
Anfangs wurde der Motor des Vorgängermodells MŠ 634 in einer auf 154 kW (210 PS) leistungsgesteigerten Ausführung eingebaut. Angekündigt wurde der LIAZ 100 bei seiner Neuvorstellung hingegen mit den weiterentwickelten Motoren MŠ 637 (270 PS) und MŠ 638, letzterer sollte mit Turbolader eine Leistung von 223 kW (304 PS) erreichen. Spätestens ab 1977 wurden diese Motoren auch tatsächlich verwendet. Es handelte sich um wassergekühlte sechszylindrige-OHV-gesteuerte Dieselmotoren mit 130 mm Bohrung, 150 mm Hub und einem Hubraum von 11 940 cm³. In verbesserter Ausführung beibehalten wurden das synchronisierte Fünfganggetriebe Praga 10 P 80. Während der Abgasturbolader von Holset importiert wurde, handelte es sich bei der Einspritzpumpe um eine ČSSR-Eigentwicklung von Motorpal. Der Kraftstoffverbrauch soll beim unbeladenen Fahrzeug 19 l/100 km und bei Ausnutzung der zulässigen Gesamtmasse und gefahrenen 50 km/h 40–50 l/100 km betragen haben.
Rahmenkonstruktion und Fahrwerk wurden im Wesentlichen vom Škoda 706 MT übernommen: Vorn gab es eine starre Faustachse und hinten eine Starrachse mit geteilter Brücke, wobei die Planetengetriebe in den Radnaben angeordnet waren. An Vorder- und Hinterachse gab es zudem Längsblattfedern, eine Hilfsfeder und Querstabilisatoren. Eine verbesserte hydraulische Servolenkung wurde bereits beim Škoda 706 MT noch eingeführt. Mit Trommelbremsen konnten die Räder über eine dreikreisige Betriebsbremse, eine Druckluftbremse als Hilfsbremse, eine Motorstaudruckbremse sowie über eine Feststellbremse mit Druckluftverstärker abgebremst werden.
Das Fahrerhaus war gegenüber dem Vorgänger wesentlich verbessert und schallisoliert. Die Belüftung wurde verbessert. Dazu besaß die mit Ausstellfenstern versehene auch vom Design her modernere Fahrerkabine zusätzlich eine Liege. In der ersten Ausführung konnte das Fahrerhaus noch nicht gekippt werden. Hier konnte der Motor über eine Klappe im Innenraum bzw. den herausnehmbaren Grilleinsatz erreicht werden. Ein kippbares Fahrerhaus erhielt erst die Sattelzugmaschine mit der Bezeichnung Š 110.

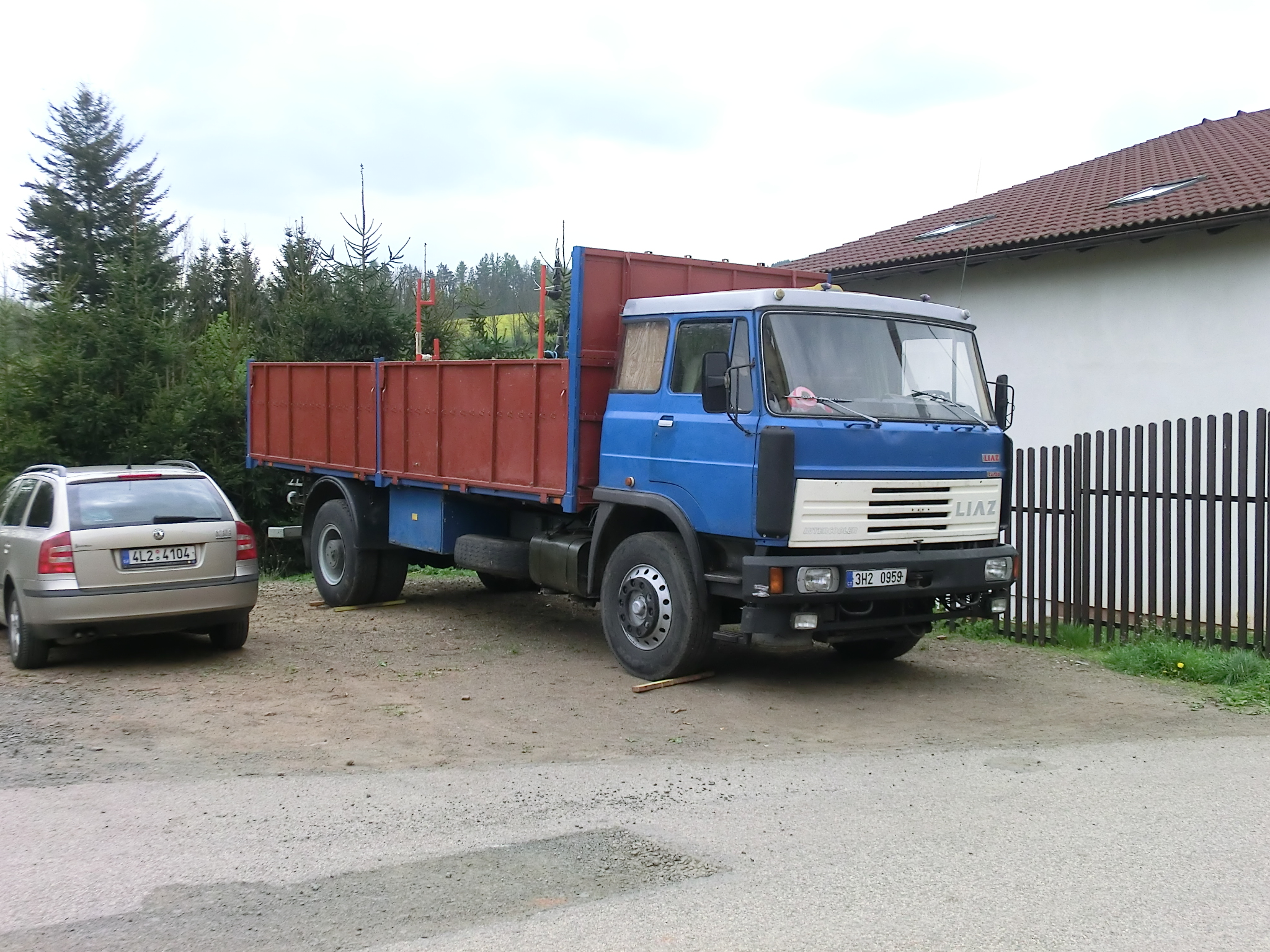
LIAZ 100 als Pritschenwagen
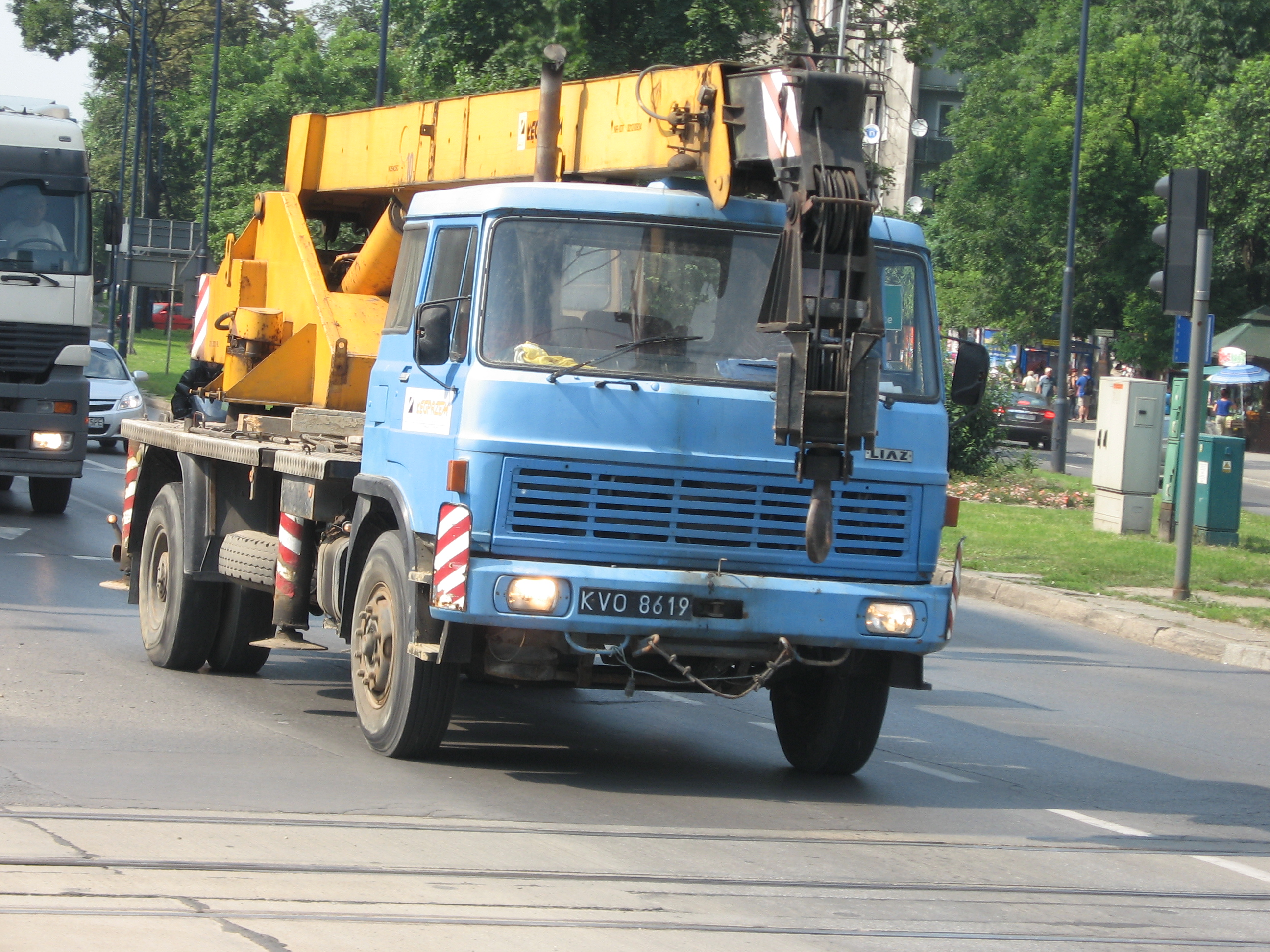
LIAZ 100 als Autokran
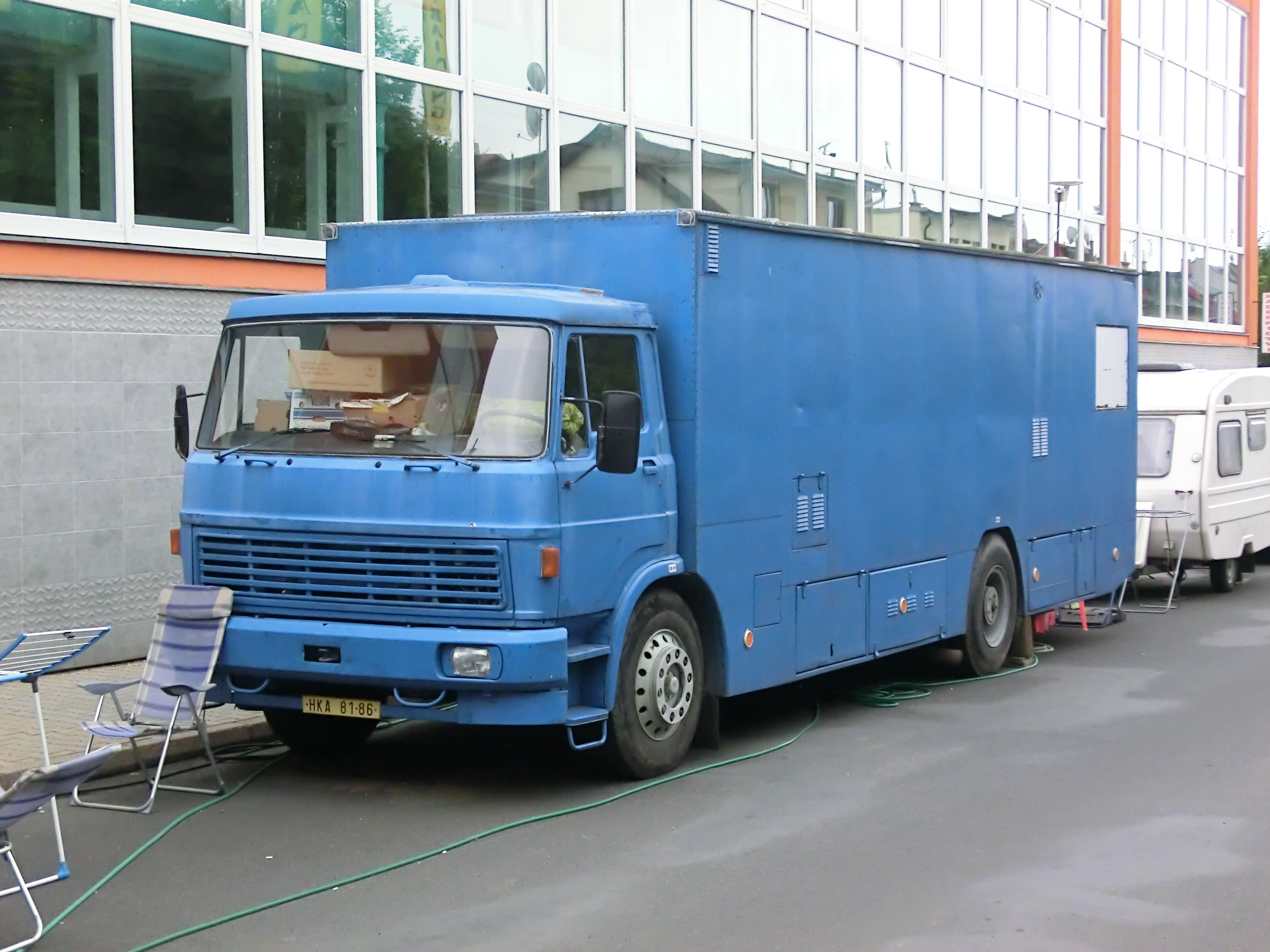
LIAZ 100 mit Kofferaufbau
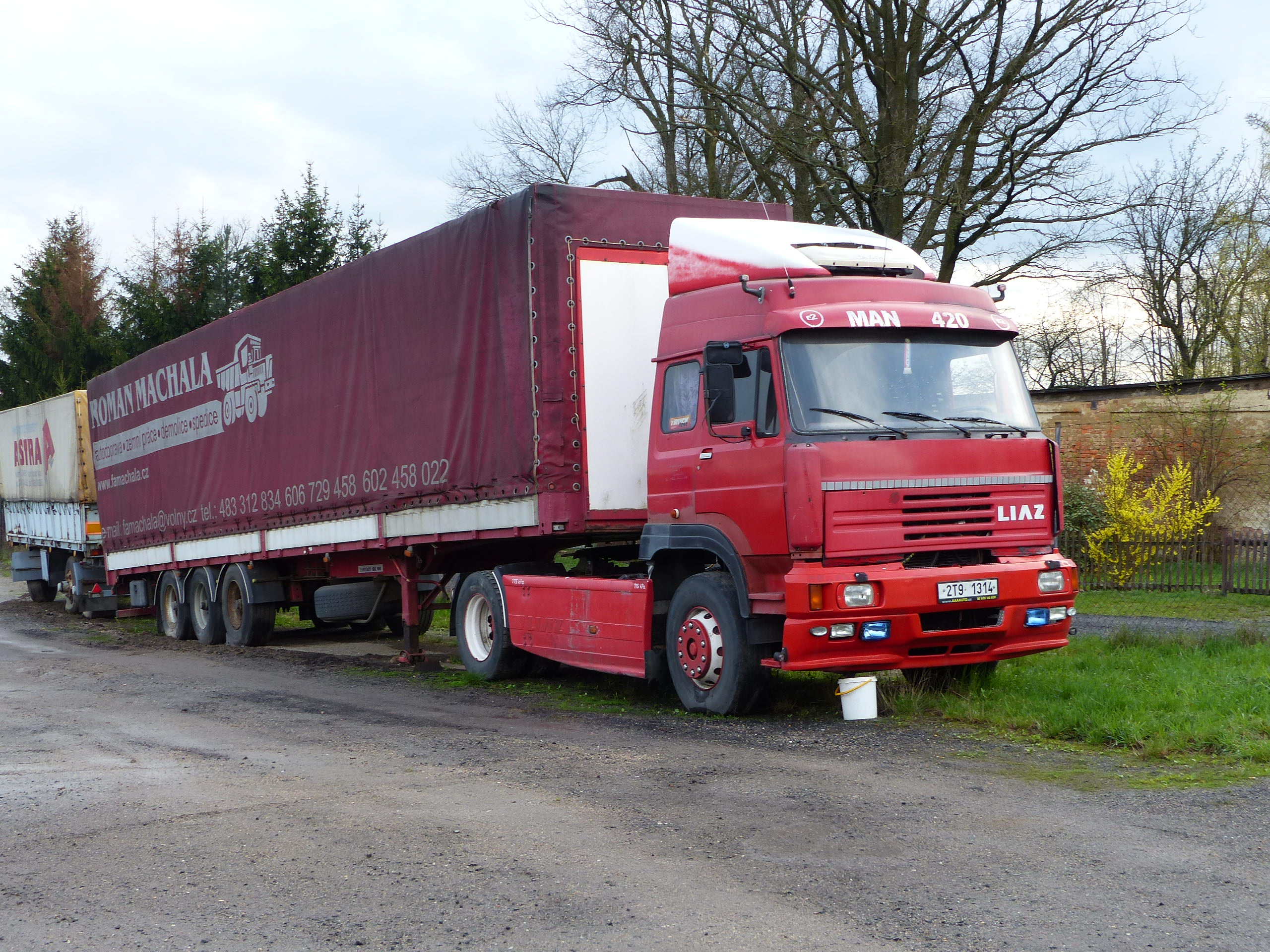
LIAZ 110 als Sattelzugmaschine
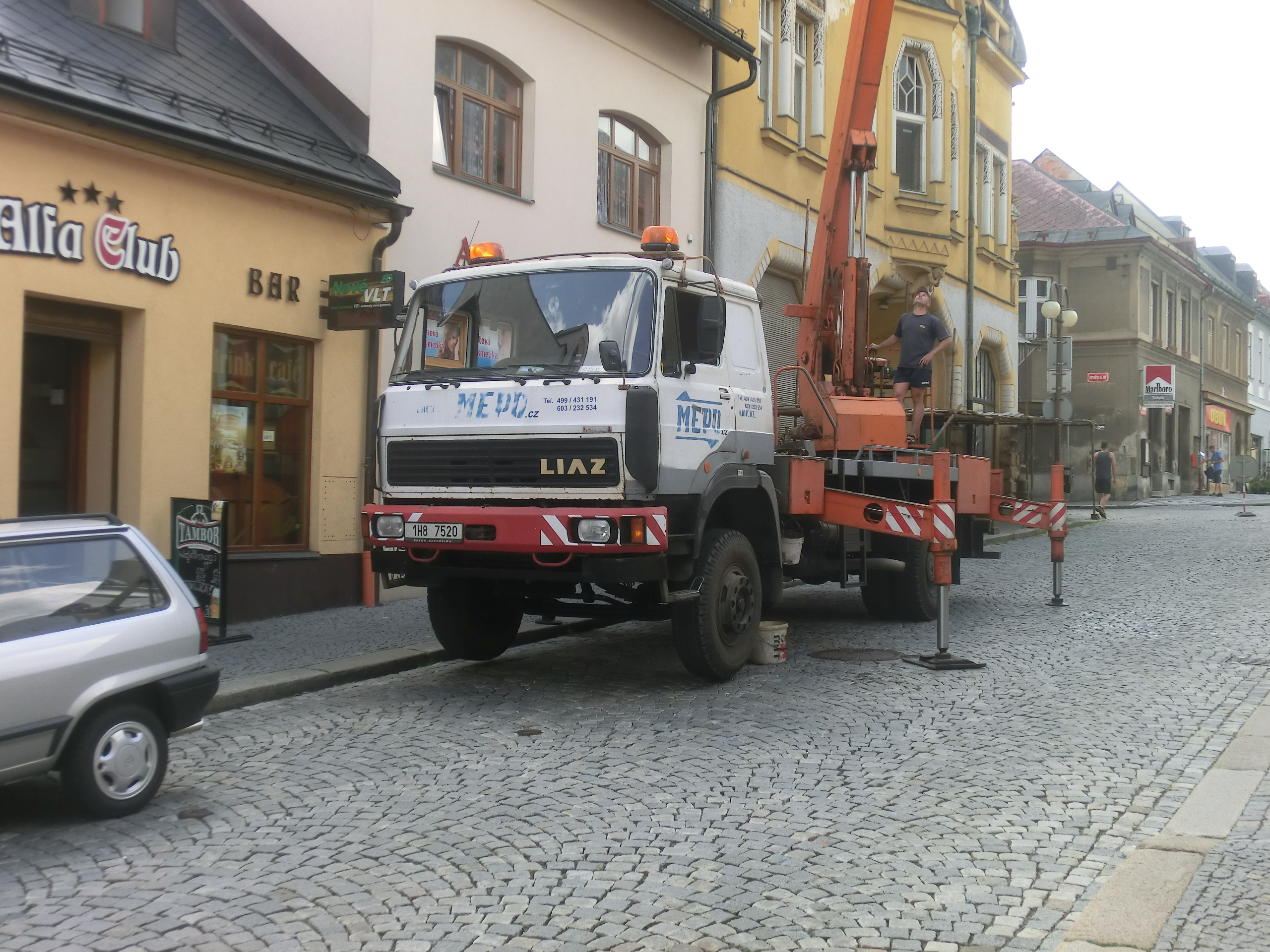
LIAZ 110 mit Hubeinrichtung
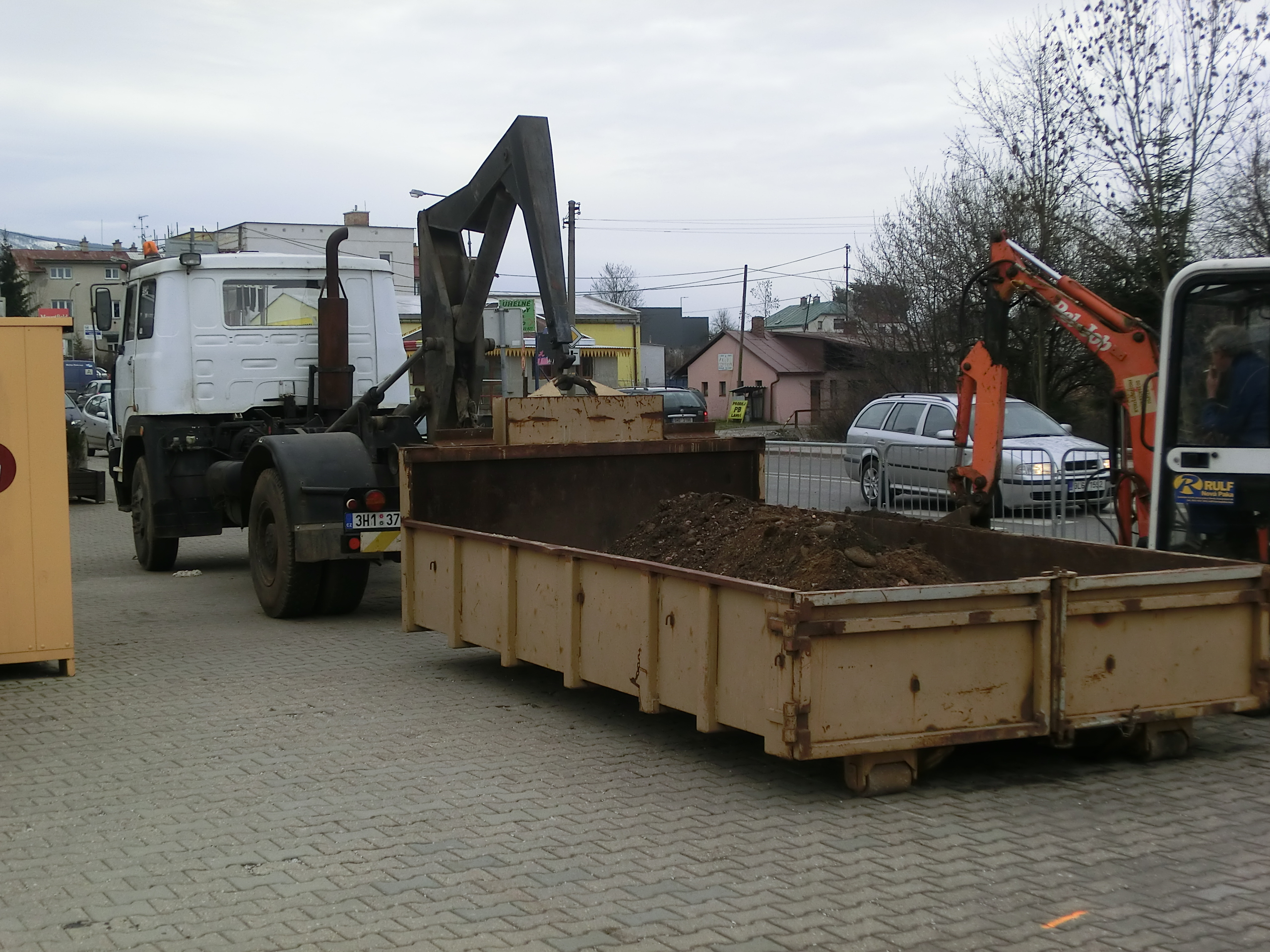
LIAZ 110 mit Hubeinrichtung für Rollcontainer
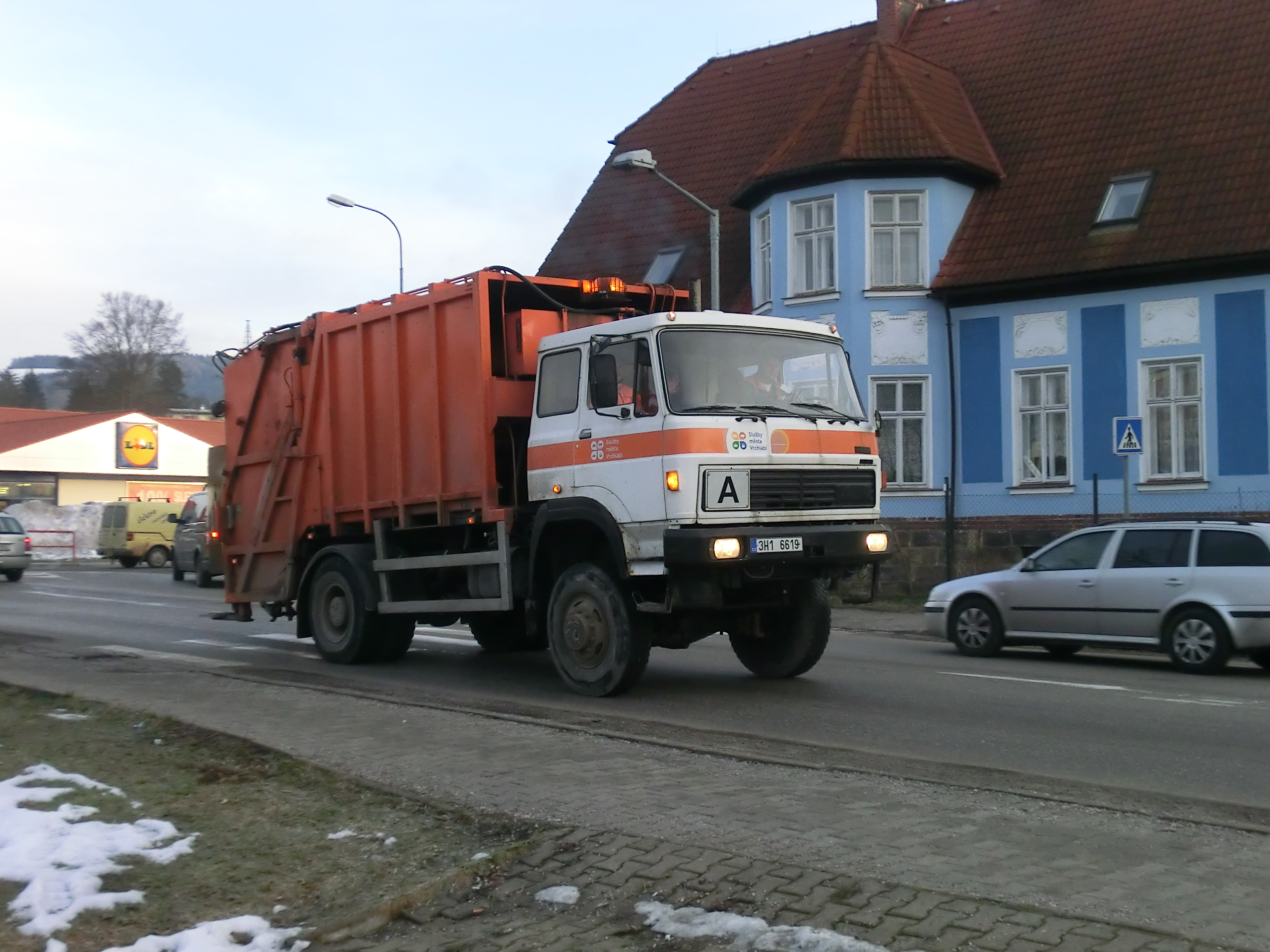
LIAZ 111 als Müllwagen
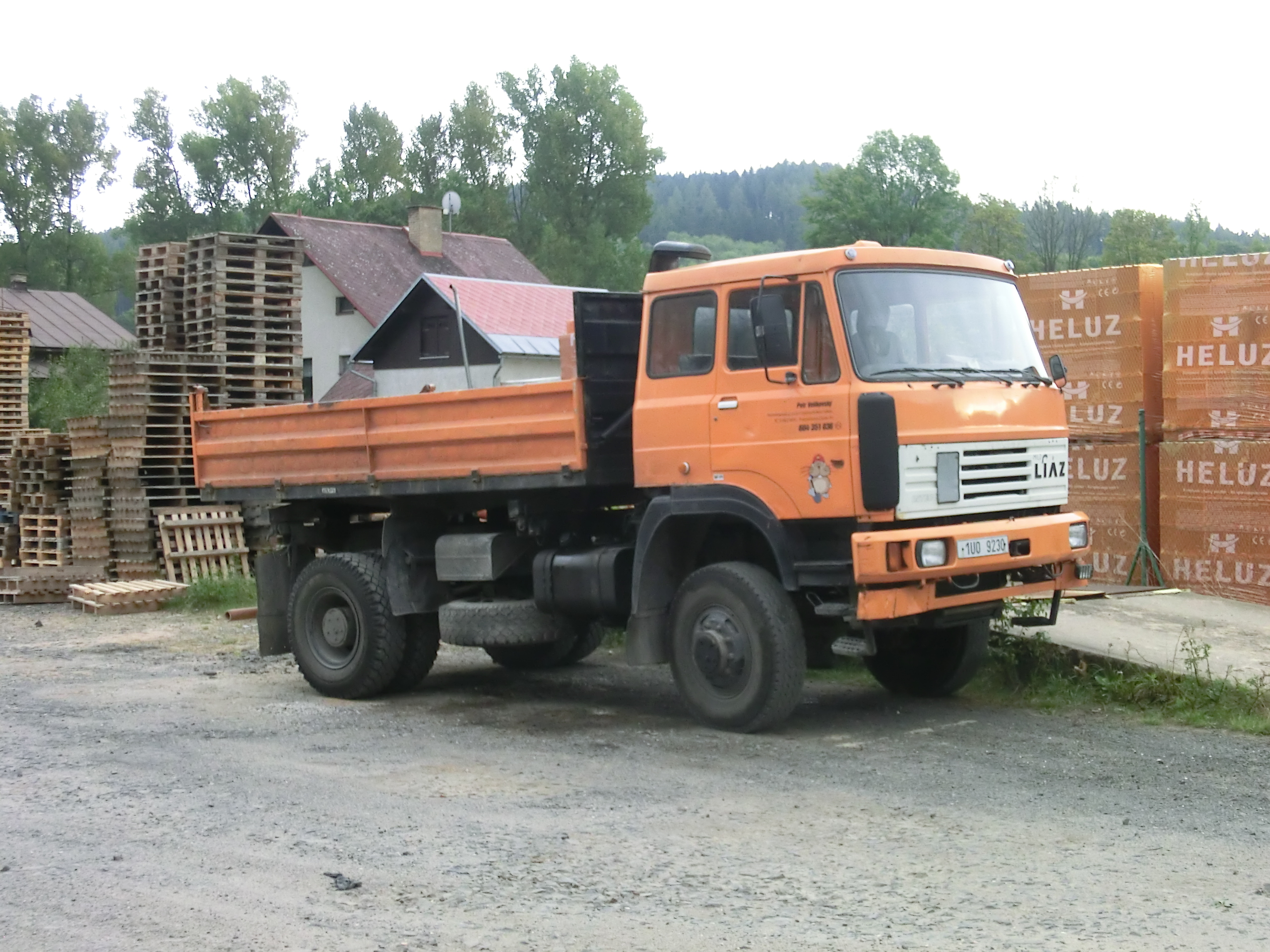
LIAZ 111 als Dreiseitenkipper